# Cabrial Rock
Der Cabrial Rock ist eine Klippe vor der Nordküste der Insel Südgeorgien im Südatlantik. Der Felsen liegt unmittelbar vor dem Pelican Point auf der Nordseite der Einfahrt  zum Ocean Harbour.
Der South Georgia Survey kartierte ihn im Zuge seiner von 1951 bis 1957 dauernden Vermessungskampagne. Das UK Antarctic Place-Names Committee benannte ihn 1958 nach Frank Cabrial, Steward an Bord der US-amerikanischen Brigg Frances Alan aus New London, der am 14. Oktober 1820 ertrank und am Ufer des Ocean Harbour begraben ist.